# Natalie Dormer
Natalie Dormer (sinh ngày 11 tháng 2 năm 1982) là một nữ diễn viên người Anh. Sinh ra và lớn lên ở Berkshire, cô theo học tại trường trung học Chiltern Edge và trường Reading Blue Coat, và được đào tạo diễn xuất tại Viện hàn lâm nghệ thuật sân khấu Webber Douglas. Vai diễn chuyên nghiệp đầu tiên của cô là trong vở kịch hài của William Shakespeare The Comedy of Errors năm 2003. Cô có vai diễn điện ảnh đầu tay trong bộ phim lãng mạn của Lasse Hallstrom Casanova, sau đó là một vai nhỏ trong phim truyền hình Distant Shores. Cô nhận được lời khen ngợi rộng rãi với vai Anne Boleyn trong sê-ri của Showtime The Tudors (2007-08).
Dormer bắt đầu thu hút sự chú ý của quốc tế với vai diễn Margaery Tyrell trong sê-ri ăn khách của HBO Game of Thrones (2012–16), giúp cô nhận hai đề cử giải Screen Actors Guild. Cô cũng được biết đến với vai Irene Adler/Moriarty trong sê-ri của CBS Elementary (2013–15), Cressida trong hai phần phim viễn tưởng phiêu lưu The Hunger Games: Húng nhại – Phần 1 và Phần 2; và vai cặp song sinh Sara Price/Jess Price trong Khu rừng tự sát (2016).